# Fungicid
A fungicidek (gombaölő szerek) biocid hatással rendelkező kémiai komponensek vagy biológiai szervezetek, amelyeket az élősködő gomba vagy azok spóráinak megölésére alkalmaznak. A fungistatic anyagok a gombák növekedését gátolják. A gombák komoly károkat okozhatnak a mezőgazdaságban, kritikus veszteségeket eredményezve a hozamban, minőségben és a bevételben. A gombaölő szereket egyaránt használják a mezőgazdaságban és az állatok gombás fertőzési elleni harcban. A petespórásgomba-fertőzés (oomycota-fertőzés), amelyek nem gombák, ellen használt vegyszerekre is fungicidként hivatkoznak, mivel az oomycota ugyanazt a mechanizmust használja a növények fertőzése folyamán.
A gombaölő szerek lehetnek kontakt (felületen ható), transzlamináris (sejtről sejtre terjedő) és szisztémikus (felszívódó) hatásúak. A kontakt hatású szerek nem szívódnak fel a növény szöveteibe, és csak ott védik a növényt a fertőzés ellen, ahol a növényre kerülnek. Transzlamináris szerek esetében a gombaölő szer megoszlik a levél felső permetezett felülete és az alsó nem permetezett felülete között. A szisztémikus szerek felszívódnak a növényben és a xilém edényeken keresztül megoszlanak. Kevés gombaölőszer jut el a növény minden részébe. Néhány helyben szisztémikus, és néhány felfele halad.
A legtöbb gombaölő szer, amit a kiskereskedelemben eladnak, folyékony. Nagyon elterjedt hatóanyag a kén, 0,08%-ban van jelen alacsonyabb koncentrációban, és akár 0,5%-ban is lehet a hatékonyabb szerekben. A por alakú szerekben általában 90% körüli kén van, és nagyon toxikusak. Más gombaölő hatóanyagok neem-fa (Azadirachta indica) olaj, rozmaring olaj, jojoba olaj, Bacillus subtilis baktérium és a jótékony hatású Ulocladium oudemansii gomba.
Gombaölő szermaradékok találhatók az emberi élelmiszereken, leginkább a szüret utáni kezelésből. Néhány gombaölő szer veszélyes az emberi egészségre, mint a vinclozolin, amit már kivontak a használatból. Számos gombaölő szert használnak az emberi gyógyászatban is.

## Fordítás
Ez a szócikk részben vagy egészben  a   Fungicide című angol Wikipédia-szócikk ezen változatának fordításán alapul.  Az eredeti cikk szerkesztőit annak laptörténete sorolja fel. Ez a jelzés csupán a megfogalmazás eredetét és a szerzői jogokat jelzi, nem szolgál a cikkben szereplő információk forrásmegjelöléseként.